# Ugia loxogramma
Ugia loxogramma là một loài bướm đêm trong họ Erebidae.